# خال زیبایی

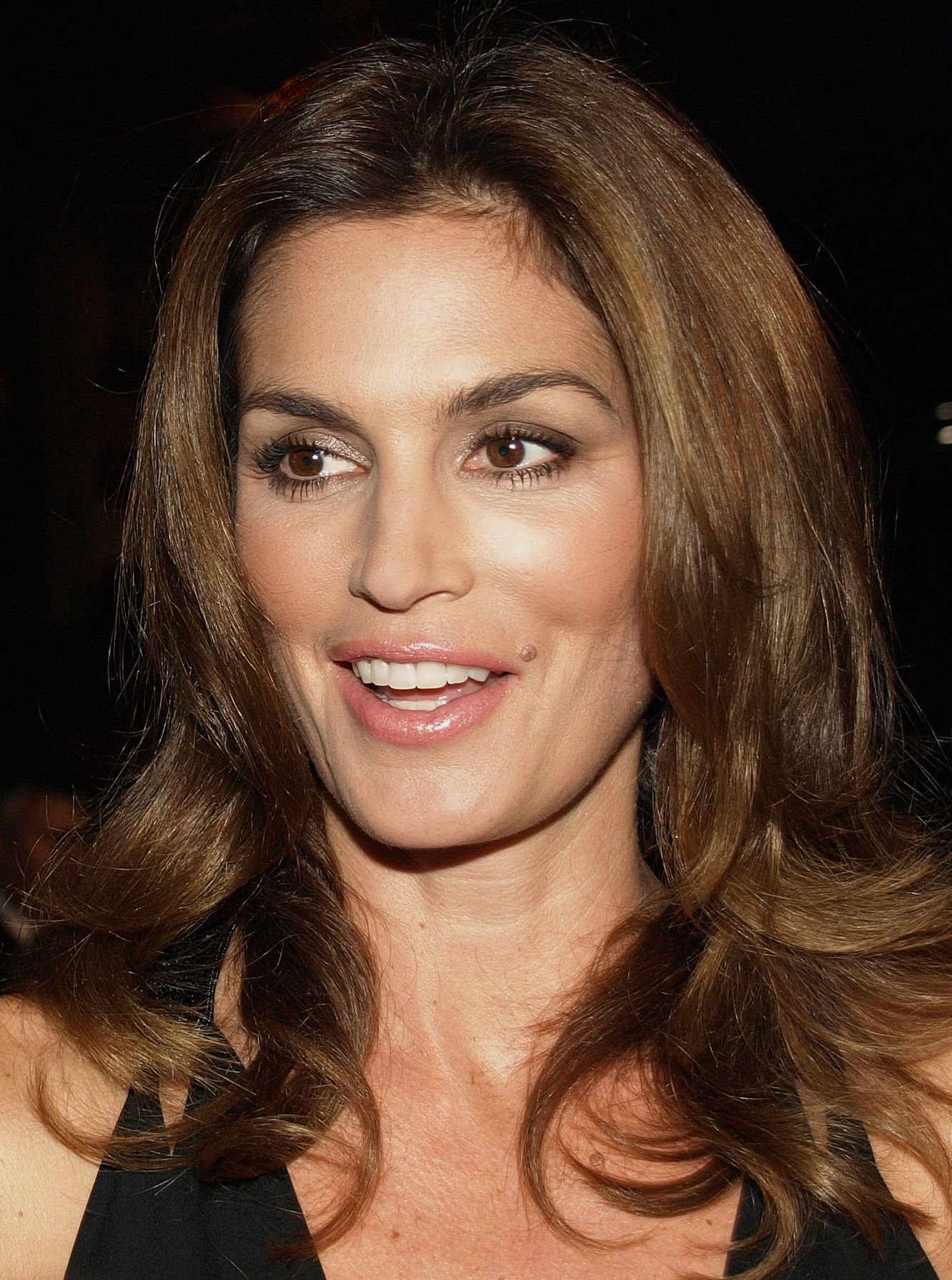
خال زیبایی سوپر مدل، سیندی کرافورد

خال زیبایی (انگلیسی: Beauty mark) نوعی حسن تعبیر برای یک گونه علامت تیره روی پوست صورت است. برخی اوقات چنین خال‌هایی به عنوان یکی از  ویژگی‌های جذابیت در نظر گرفته می‌شود. خال‌هایی از این نوع ممکن است در جای دیگری از بدن نیز قرار داشته باشند و همچنین اگر روی صورت، شانه، گردن یا سینه قرار گیرند، ممکن است علائم زیبایی محسوب شوند. علائم زیبایی ساختگی در برخی دوره‌ها مد بوده‌است.